# Heimo Friedrich
Heimo Friedrich (* 1. Juni 1911 in Freileiten; † 17. März 1987 in Natters) war ein österreichischer Botaniker und Kakteenspezialist. Sein offizielles botanisches Autorenkürzel lautet „H.Friedrich“.

## Leben und Wirken
Heimo Friedrich besuchte zunächst das Gymnasium in Innsbruck und begann anschließend ein Studium der Botanik an der Universität Innsbruck. 1936 begann er für die Biologische Reichsanstalt in Berlin-Dahlem zu arbeiten. Kriegsbedingt musste Friedrich seine wissenschaftlichen Arbeiten in Natters fortführen. Nach Kriegsende begann er für die Firma Herba die Anzucht und Kultur pharmakologisch wirksamer Heilpflanzen zu untersuchen. Zuletzt war Friedrich in der Abteilung Pflanzenschutz der Tiroler Landwirtschaftskammer tätig.
Neben seiner Arbeit galt Friedrichs Interesse insbesondere der Familie der Kakteengewächse. Er war maßgeblich am Aufbau der Tiroler Landesgruppe der Gesellschaft Österreichischer Kakteenfreunde beteiligt. Von 1966 bis 1971 war er Vorsitzender der Gesellschaft Österreichischer Kakteenfreunde. Sein Interesse galt darüber insbesondere der Kakteensystematik, ihren Kulturansprüchen sowie ihrer Geschichte. 1963 wurde Friedrich Mitglied der Internationalen Organisation für Sukkulentenforschung (IOS), für die er von 1971 bis 1982 als Sekretär fungierte. Im Rahmen seiner Tätigkeit für die IOS beschäftigte er sich mit den Gattungen Echinopsis, Lobivia und Trichocereus. 1982 wurde er zum Ehrenmitglied der (IOS) ernannt.

## Nach Friedrich benannte Taxa
Gordon Douglas Rowley benannte ihm zu Ehren die Art Echinopsis friedrichii aus der Familie der Kakteengewächse.

## Schriften (Auswahl)
Heimo Friedrich veröffentlichte über 30 Schriften:
- Mein kleines Kakteen-Buch. Umschau Verlag, Innsbruck 1968.
- Es sind Cultivars! In: Kakteen und andere Sukkulenten. Band 33, Nummer 2, 1982, S. 30–31.
- Seed-morphology as an aid to classifying the genus Echinopsis Zucc. In: Bradleya. Band 1, 1983 (mit Wolfgang Glätzle).

## Nachweise